# Federación Iberoamericana de Asociaciones de Derecho e Informática
La Federación Iberoamericana de Asociaciones de Derecho e Informática (FIADI) es una entidad dedicada a la promoción, estudio y desarrollo de la informática jurídica, la informática forense y el derecho informático y de las nuevas tecnologías en general. Si bien es una organización internacional, ésta está constituida como institución civil e internacional sin fines de lucro (ONG) según la legislación de la República Oriental del Uruguay.
La FIADI fue fundada en el año 1984 en Santo Domingo, República Dominicana, y es la pionera y más antigua asociación académica en estas materias. En el transcurso de los años, ha organizado veintitrés congresos iberoamericanos llevados a cabo en diferentes países de Iberoamérica, y actualmente está presidida por Bibiana Luz Clara de Argentina 
El XIV Congreso de la FIADI estaba programado para tener lugar en la Universidad de Valparaíso (Chile) en 2020, pero el evento fue cancelado por la pandemia del COVID-19.
La página web oficial de la FIADI es https://www.fiadi.org

## Congresos FIADI
Bajo la denominación "Congreso Iberoamericano de Derecho e Informática" se han realizado los siguientes eventos internacionales de carácter académico:
- Santo Domingo, República Dominicana (1984)
- Ciudad de Guatemala, Guatemala (1989)
- Mérida, España (1992)
- Bariloche, Argentina (1994)
- La Habana, Cuba (1996)
- Montevideo, Uruguay (1998)
- Lima, Perú (2000)
- México, D. F. (2000)
- San José, Costa Rica (2002)
- Santiago de Chile, Chile (2004)
- Panamá, Panamá (2006)
- Zaragoza, España (2008)
- Lima (Universidad de Lima), Perú (2009)
- Monterrey, México (Universidad Autónoma de Nuevo León) , México (2010)
- Buenos Aires, Argentina (Universidad Católica) (2011)
- Quito, Ecuador (Universidad de las Américas) (2012)
- Santa Cruz, Bolivia (Universidad Autónoma Gabriel René Moreno) (2013)
- San José, Costa Rica (Colegio de Abogados de Costa Rica) (2014)
- Medellín, Colombia (Universidad Pontificia Bolivariana) (2015)
- Salamanca, España (Universidad de Salamanca) (2016)
- San Luis Potosí (Universidad Autónoma de San Luis Potosí) (2017)
- Ciudad de Panamá (Universidad Tecnológica de Panamá) (2018)
- São Paulo (Asociación de Abogados de São Paulo) (2019)
- Monterrey (Facultad de Derecho y Criminología de la Universidad Autónoma de Nuevo León) (2022)
- Villavicencio, Colombia (Universidad de Villavicencio) 2023[2]